# Trèbes
Trèbes  (en français : /tʁɛb/ ; en occitan Trebes) est une commune française, située dans le département de l'Aude en région Occitanie.
Sur le plan historique et culturel, la commune fait partie du Carcassès, un pays centré sur la ville de Carcassonne, entre les prémices du Massif central et les contreforts pyrénéens. Exposée à un climat méditerranéen, elle est drainée par le canal du Midi, l'Aude, l'Orbiel, le ruisseau de Bazalac et par divers autres petits cours d'eau. La commune possède un patrimoine naturel remarquable composé d'une zone naturelle d'intérêt écologique, faunistique et floristique.
Trèbes est une commune rurale qui compte 5 386 habitants en 2022, après avoir connu une forte hausse de la population depuis 1975. Elle appartient à l'unité urbaine de Trèbes et fait partie de l'aire d'attraction de Carcassonne. Ses habitants sont appelés les Trébéens ou  Trébéennes.
Le patrimoine architectural de la commune comprend deux  constructions protégées au titre des monuments historiques : l'église Saint-Étienne, inscrite en 1974, et le pont-aqueduc de l'Orbiel, classé en 1950.

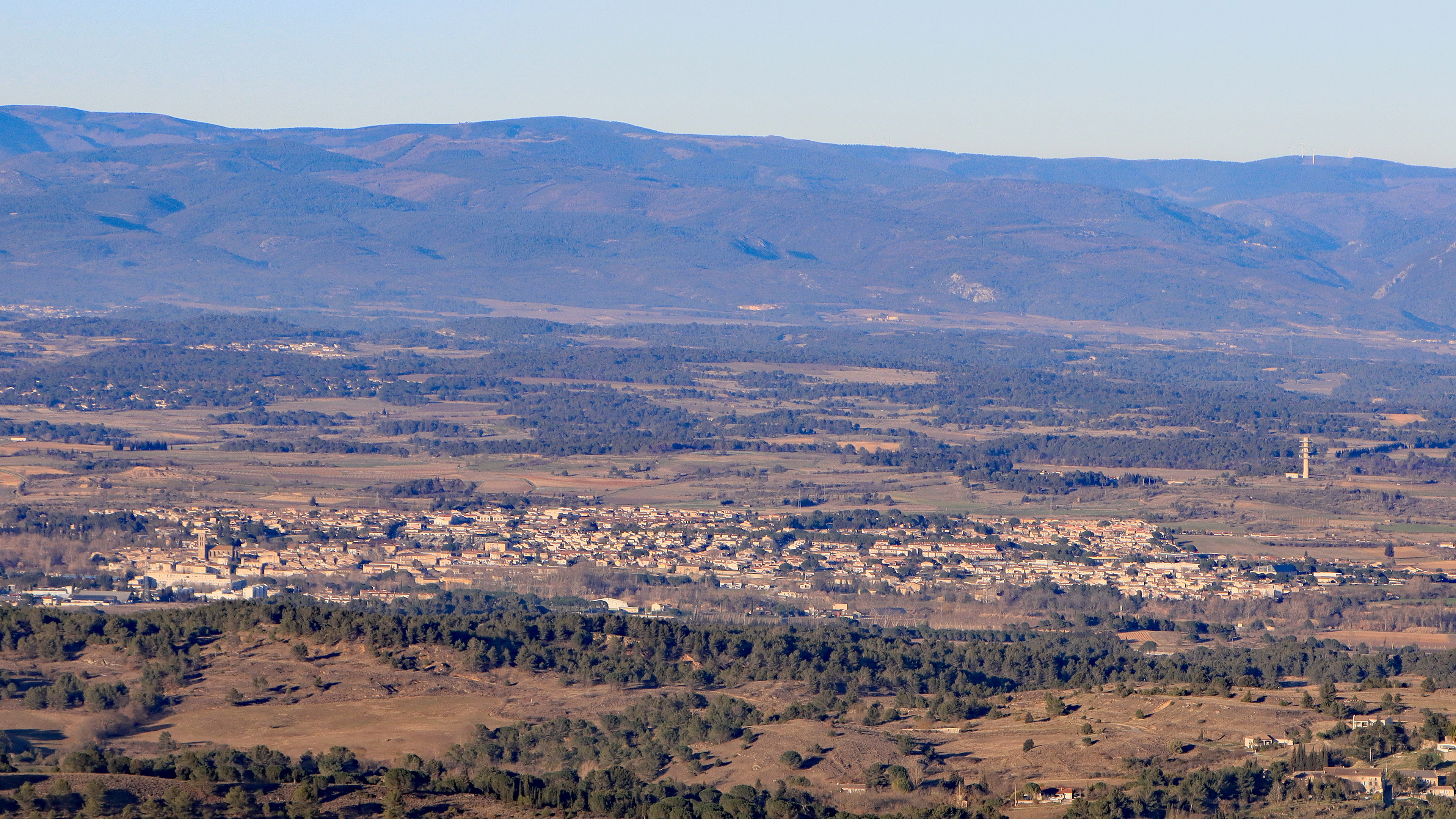
Trèbes vu du col du Poteau.

## Géographie

### Localisation
Trèbes est située dans l'aire urbaine de Carcassonne dans le Sud de la France, à 6 kilomètres à l'est de Carcassonne. Son emplacement stratégique entre la mer Méditerranée et l'océan Atlantique est connu depuis le Néolithique. La ville se trouve dans un couloir entre la montagne Noire au nord et les Corbières à l'est, la plaine du Lauragais à l'ouest et la vallée de l'Aude au sud.

### Communes limitrophes
Les communes limitrophes sont  Badens, Barbaira, Berriac, Bouilhonnac, Carcassonne, Floure, Fontiès-d'Aude, Laure-Minervois, Marseillette, Rustiques et Villedubert.
| Laure-Minervois, Bouilhonnac | Rustiques      | Badens           |
| Villedubert, Berriac         | Trèbes         | Marseillette     |
| Carcassonne                  | Fontiès-d'Aude | Barbaira, Floure |

### Voies de communication et transports
Trèbes est située sur l'axe majeur de communication entre Toulouse et la côte méditerranéenne. Le canal du Midi datant du XVIIe siècle était autrefois une voie fluviale très empruntée. Aujourd'hui, l'autoroute des Deux Mers et plus précisément le tronçon est de l'A61 passe au sud de la ville, permettant un accès direct en provenance de Toulouse ou de Montpellier.
Sur le réseau secondaire, la route départementale 6113 traverse Trèbes et permet de rejoindre Carcassonne à l'ouest et Narbonne à l'est. La route départementale 610 relie la commune à Aigues-Vives (Hérault).

### Hydrographie
La commune est dans la région hydrographique « Côtiers méditerranéens », au sein du bassin hydrographique Rhône-Méditerranée-Corse. Elle est drainée par le canal du Midi, l'Aude, l'Orbiel, le ruisseau de Carrel, le Rieu, le ruisseau de l'Aqueduc, le ruisseau de Mayral, le ruisseau des Canals et le ruisseau des Clauses, qui constituent un réseau hydrographique de 22 km de longueur totale,.
Le canal du Midi, d'une longueur totale de 239,8 km, est un canal de navigation à bief de partage qui relie Toulouse à la mer Méditerranée depuis le xviie siècle.
L'Aude, d'une longueur totale de 223,59 km, prend sa source dans la commune des Angles et s'écoule du sud vers le nord. Elle traverse la commune et se jette dans le golfe du Lion à Fleury, après avoir traversé 73 communes.
L'Orbiel, d'une longueur totale de 40,9 km, prend sa source dans la commune de Mazamet et s'écoule vers le sud. Il traverse la commune et se jette dans l'Aude sur le territoire communal, après avoir traversé 14 communes.
Le ruisseau de Carrel, ou ruisseau de Bazalac,, d'une longueur totale de 10,9 km, prend sa source dans la commune de Mas-des-Cours et s'écoule vers le nord. Il traverse la commune et se jette dans l'Aude sur le territoire communal, après avoir traversé 6 communes.
Le Rieu, d'une longueur totale de 14,2 km, prend sa source dans la commune de Roquefort-des-Corbières et s'écoule du sud-ouest vers le nord-est. Il traverse la commune et se jette dans l'Étang de Bages-Sigean à Sigean, après avoir traversé 3 communes.

### Climat
Pour des articles plus généraux, voir Climat de l'Occitanie et Climat de l'Aude.
En 2010, le climat de la commune est de type climat méditerranéen franc, selon une étude s'appuyant sur une série de données couvrant la période 1971-2000. En 2020, Météo-France publie une typologie des climats de la France métropolitaine dans laquelle la commune est dans une zone de transition entre le climat océanique altéré et le climat méditerranéen et est dans la région climatique Provence, Languedoc-Roussillon, caractérisée par une pluviométrie faible en été, un très bon ensoleillement (2 600 h/an), un été chaud (21,5 °C), un air très sec en été, sec en toutes saisons, des vents forts (fréquence de 40 à 50 % de vents > 5 m/s) et peu de brouillards.
Pour la période 1971-2000, la température annuelle moyenne est de 14,6 °C, avec une amplitude thermique annuelle de 16 °C. Le cumul annuel moyen de précipitations est de 748 mm, avec 8,2 jours de précipitations en janvier et 3,8 jours en juillet. Pour la période 1991-2020, la température moyenne annuelle observée sur la station météorologique la plus proche, située sur la commune de Carcassonne à 7 km à vol d'oiseau, est de 14,4 °C et le cumul annuel moyen de précipitations est de 665,0 mm,. Pour l'avenir, les paramètres climatiques de la commune estimés pour 2050 selon différents scénarios d'émission de gaz à effet de serre sont consultables sur un site dédié publié par Météo-France en novembre 2022.

### Milieux naturels et biodiversité

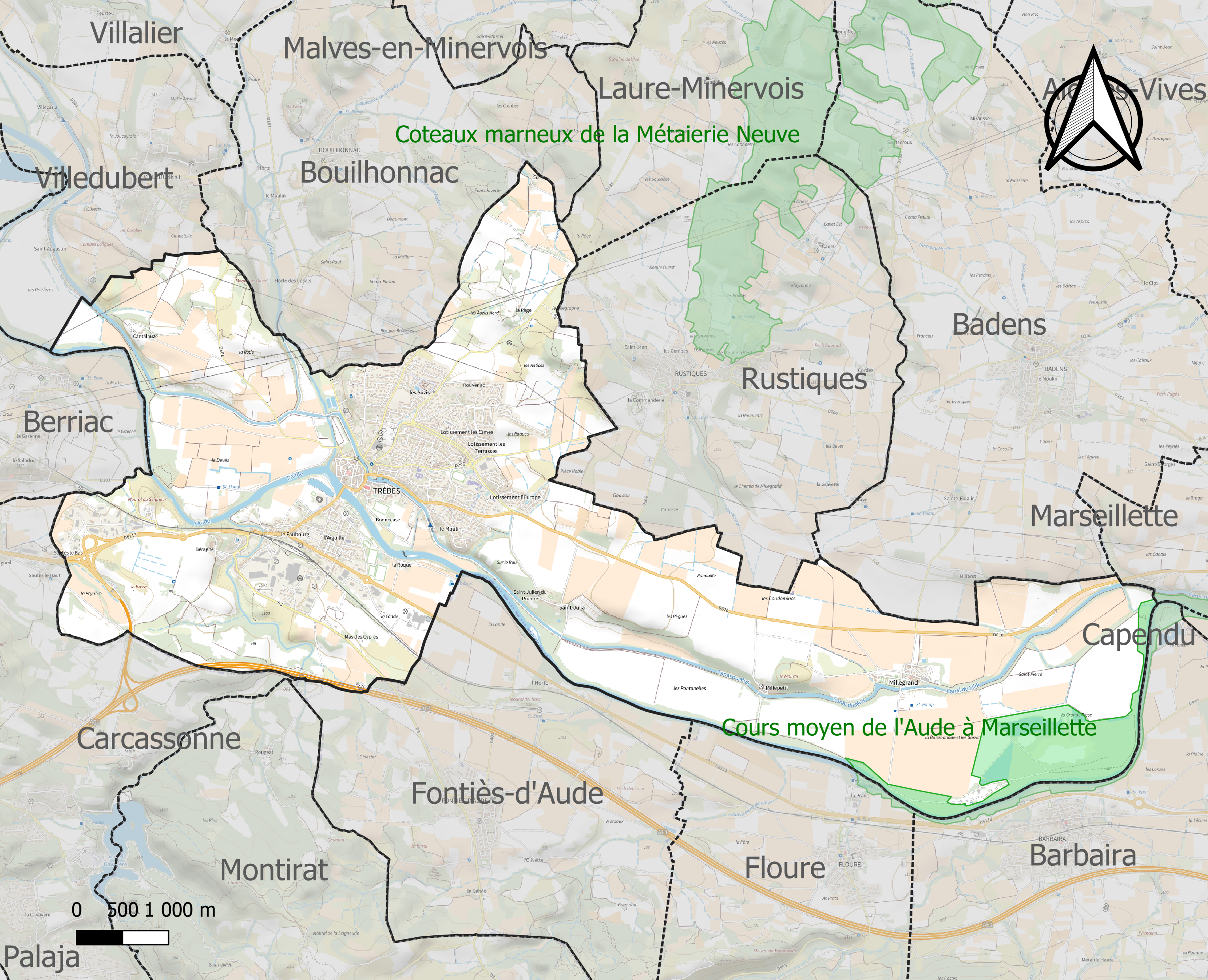
Carte de la ZNIEFF de type 1 localisée sur la commune.

L’inventaire des zones naturelles d'intérêt écologique, faunistique et floristique (ZNIEFF) a pour objectif de réaliser une couverture des zones les plus intéressantes sur le plan écologique, essentiellement dans la perspective d’améliorer la connaissance du patrimoine naturel national et de fournir aux différents décideurs un outil d’aide à la prise en compte de l’environnement dans l’aménagement du territoire.
Une ZNIEFF de type 1 est recensée sur la commune :
le « cours moyen de l'Aude à Marseillette » (237 ha), couvrant 7 communes du département.

## Urbanisme

### Typologie
Au 1er janvier 2024, Trèbes est catégorisée bourg rural, selon la nouvelle grille communale de densité à 7 niveaux définie par l'Insee en 2022.
Elle appartient à l'unité urbaine de Trèbes, une unité urbaine monocommunale constituant une ville isolée,. Par ailleurs la commune fait partie de l'aire d'attraction de Carcassonne, dont elle est une commune de la couronne,. Cette aire, qui regroupe 115 communes, est catégorisée dans les aires de 50 000 à moins de 200 000 habitants,.

### Occupation des sols
L'occupation des sols de la commune, telle qu'elle ressort de la base de données européenne d’occupation biophysique des sols Corine Land Cover (CLC), est marquée par l'importance des territoires agricoles (79,4 % en 2018), en diminution par rapport à 1990 (83,7 %). La répartition détaillée en 2018 est la suivante : 
cultures permanentes (52,8 %), zones agricoles hétérogènes (18,6 %), zones urbanisées (10,1 %), zones industrielles ou commerciales et réseaux de communication (5 %), prairies (4,1 %), terres arables (4 %), forêts (3,8 %), milieux à végétation arbustive et/ou herbacée (1,7 %). L'évolution de l’occupation des sols de la commune et de ses infrastructures peut être observée sur les différentes représentations cartographiques du territoire : la carte de Cassini (XVIIIe siècle), la carte d'état-major (1820-1866) et les cartes ou photos aériennes de l'IGN pour la période actuelle (1950 à aujourd'hui).

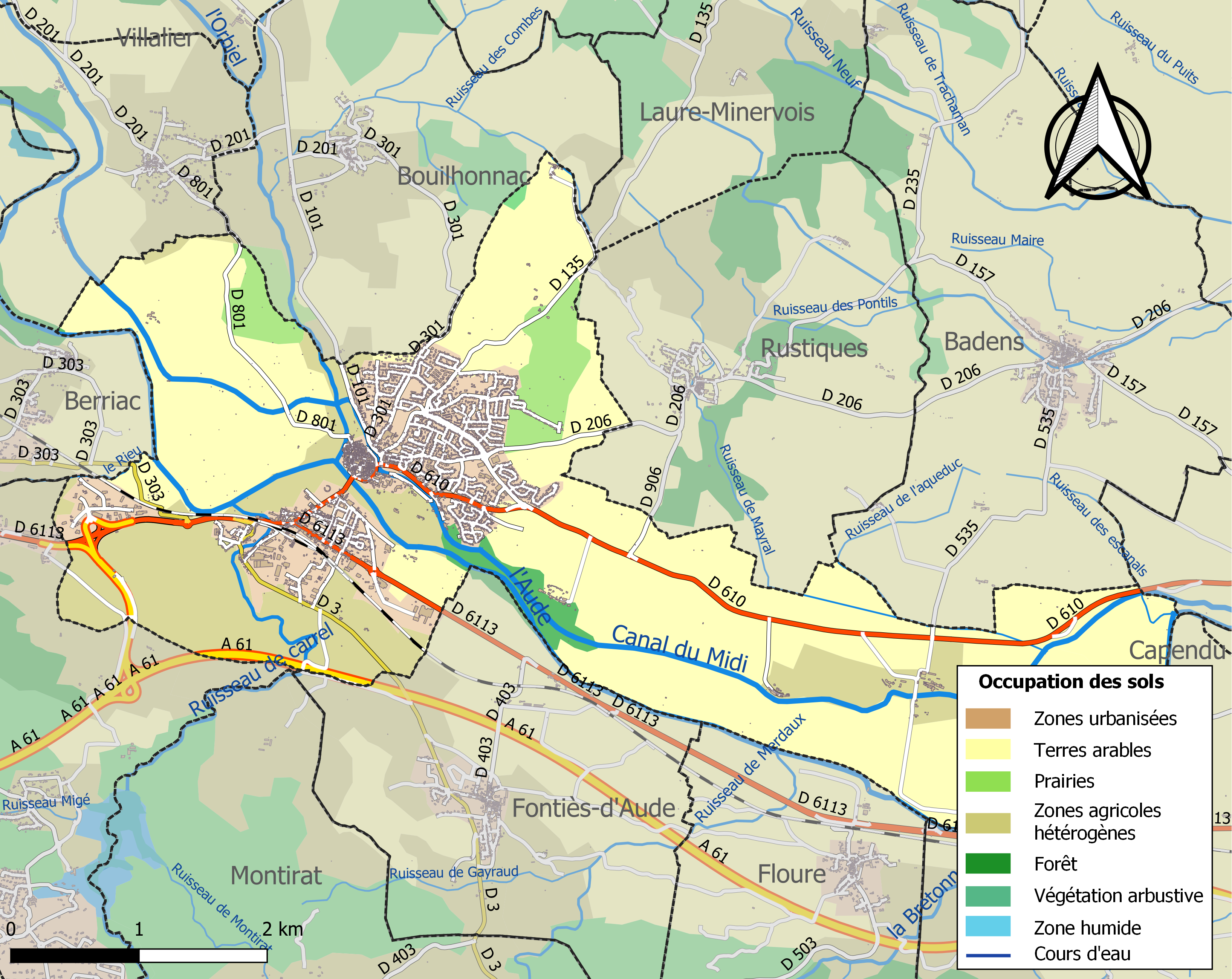
Carte des infrastructures et de l'occupation des sols de la commune en 2018 (CLC).

### Logement
Trèbes comptait 2 190 logements en 1999. Les constructions neuves sont peu présentes puisqu'en 1999, seulement 7,4 % des résidences principales étaient postérieures à 1990. A contrario, les constructions antérieures à 1949 représentaient 19,4 % du parc.
94,7 % des logements sont des résidences principales, réparties à 84 % en maisons individuelles et à 16 % en appartements (respectivement 59,1 % et 40,9 % dans la région). 59,7 % des habitants sont propriétaires de leur logement, contre 36 % qui ne sont que locataires (respectivement 56,8 % et 37,6 % dans la région)
À noter qu’avec 364 logements HLM soit 16,6 % du parc en 1999 (9,6 % dans la région), la ville ne respecte pas les dispositions de l’article 55 de la loi solidarité et renouvellement urbain (SRU) de décembre 2000 fixant à 20 % le taux minimum de logements sociaux pour les communes les plus importantes. On peut noter en outre que le nombre de logements vacants était assez faible en 1999 avec 4,2 % du parc (soit 96 logements) contre seulement 7,7 % dans la région.
La plupart des habitations possèdent 4 pièces (76,4 %), ou 3 pièces (14,9 %). Les petits logements restent peu nombreux (2 pièces : 2,9 % et studios : 4,5 %). La ville possède par conséquent des logements de taille importante.
Enfin il faut préciser que ces logements sont bien dotés puisque 80,2 % ont le chauffage central et 66,4 % possèdent un garage, box ou parking (respectivement 76,5 % et 61,7 % pour la région).

### Risques majeurs
Le territoire de la commune de Trèbes est vulnérable à différents aléas naturels : météorologiques (tempête, orage, neige, grand froid, canicule ou sécheresse), inondations, feux de forêts et séisme (sismicité faible). Il est également exposé à deux risques technologiques,  le transport de matières dangereuses et la rupture d'un barrage. Un site publié par le BRGM permet d'évaluer simplement et rapidement les risques d'un bien localisé soit par son adresse soit par le numéro de sa parcelle.

#### Risques naturels
La commune fait partie du territoire à risques importants d'inondation (TRI) de Carcassonne, regroupant 4 communes du bassin de vie de l'agglomération carcassonnaise, un des 31 TRI qui ont été arrêtés fin 2012 sur le bassin Rhône-Méditerranée, retenu au regard des débordements des cours d’eau l’Aude et le Fresquel. Parmi les dernières crues significatives qui ont touché le territoire, on peut citer la crue de novembre 1999. Des cartes des surfaces inondables ont été établies pour trois scénarios : fréquent (crue de temps de retour de 10 ans à 30 ans), moyen (temps de retour de 100 ans à 300 ans) et extrême (temps de retour de l'ordre de 1 000 ans, qui met en défaut tout système de protection),. La commune a été reconnue en état de catastrophe naturelle au titre des dommages causés par les inondations et coulées de boue survenues en 1982, 1990, 1992, 1996, 1999, 2009, 2018 et 2020,.
Le retrait-gonflement des sols argileux est susceptible d'engendrer des dommages importants aux bâtiments en cas d’alternance de périodes de sécheresse et de pluie. La totalité de la commune est en aléa moyen ou fort (75,2 % au niveau départemental et 48,5 % au niveau national). Sur les 2 390 bâtiments dénombrés sur la commune en 2019, 2390 sont en aléa moyen ou fort, soit 100 %, à comparer aux 94 % au niveau départemental et 54 % au niveau national. Une cartographie de l'exposition du territoire national au retrait gonflement des sols argileux est disponible sur le site du BRGM,.
Concernant les mouvements de terrains, la commune a été reconnue en état de catastrophe naturelle au titre des dommages causés par la sécheresse en 2003 et par des mouvements de terrain en 2018 et 2020.

#### Risques technologiques
Le risque de transport de matières dangereuses sur la commune est lié à sa traversée par une route à fort trafic et une ligne de chemin de fer. Un accident se produisant sur de telles infrastructures est en effet susceptible d’avoir des effets graves au bâti ou aux personnes jusqu’à 350 m, selon la nature du matériau transporté. Des dispositions d’urbanisme peuvent être préconisées en conséquence.
La commune est en outre située en aval des barrages de Matemale et de Puyvalador, deux ouvrages de classe A, situés dans le département des Pyrénées-Orientales. À ce titre elle est susceptible d’être touchée par l’onde de submersion consécutive à la rupture d'un de ces ouvrages.

## Histoire
La bourgade qui est à l'origine de Trèbes s'est établie sur la butte du Plô, non loin du confluent de l'Aude et de l'Orbiel qui lui servaient de barrière naturelle.
À l'époque romaine, elle devient un important vicus dont le territoire porte encore les traces de la cadastration de la colonie de Carcassonne.
Au Moyen Âge, plusieurs seigneurs issus de familles de la province, vont se partager successivement le territoire de Trèbes qui est alors mentionné comme Trevas.
Au milieu du XVe siècle, la « seigneurie de Trévas » (Trèbes) change à nouveau de mains et passe durablement à la Famille Dax une très ancienne famille originaire de Carcassonne qui donna plusieurs consuls de la Cité au Moyen Âge et resta présente en Languedoc, notamment en Haute vallée de l'Aude, jusqu'à l'orée du XXe siècle, on retrouve aussi un Dax, Ange Jean Michel Bonventure de Dax marquis d'Axat, maire de Montpellier au XIXe siècle de 1814 à 1830. C'est Arnaud Dax, seigneur de Leuc, La Serpent, Axat et autres places, consul de Carcassonne au XVe siècle qui fait l'acquisition de la seigneurie de Trèbes. Son fils Jean Dax, seigneur d'Axat, conseiller, grand chambellan du roi Charles VIII et Grand prévôt des maréchaux de France au royaume de Sicile, est seigneur de Trèbes à la fin du XVe siècle. L'un des fils de ce dernier lui succède en qualité de seigneur de Trèbes à l'époque des guerres de religion au milieu du XVIe siècle, Antoine Dax, abbé de Saint-Polycarpe, chanoine de la cathédrale Saint-Nazaire de Carcassonne, grand vicaire de l'évêque de Carcassonne le cardinal de Bourbon Charles Ier de Bourbon, puis de son successeur François de Faucon, avant d'accéder lui-même à l'épiscopat comme évêque d'Alet,,.
Le vendredi 23 mars 2018, se déroule à Trèbes un attentat avec prise d'otages faisant partie d'une attaque terroriste revendiquée par le groupe État islamique, causant la mort de quatre personnes (dont le lieutenant-colonel Arnaud Beltrame).
En octobre 2018, Trèbes est affectée par une grande crue de l'Aude, suivie d'une inondation provoquant 6 décès.

## Politique et administration

### Liste des maires

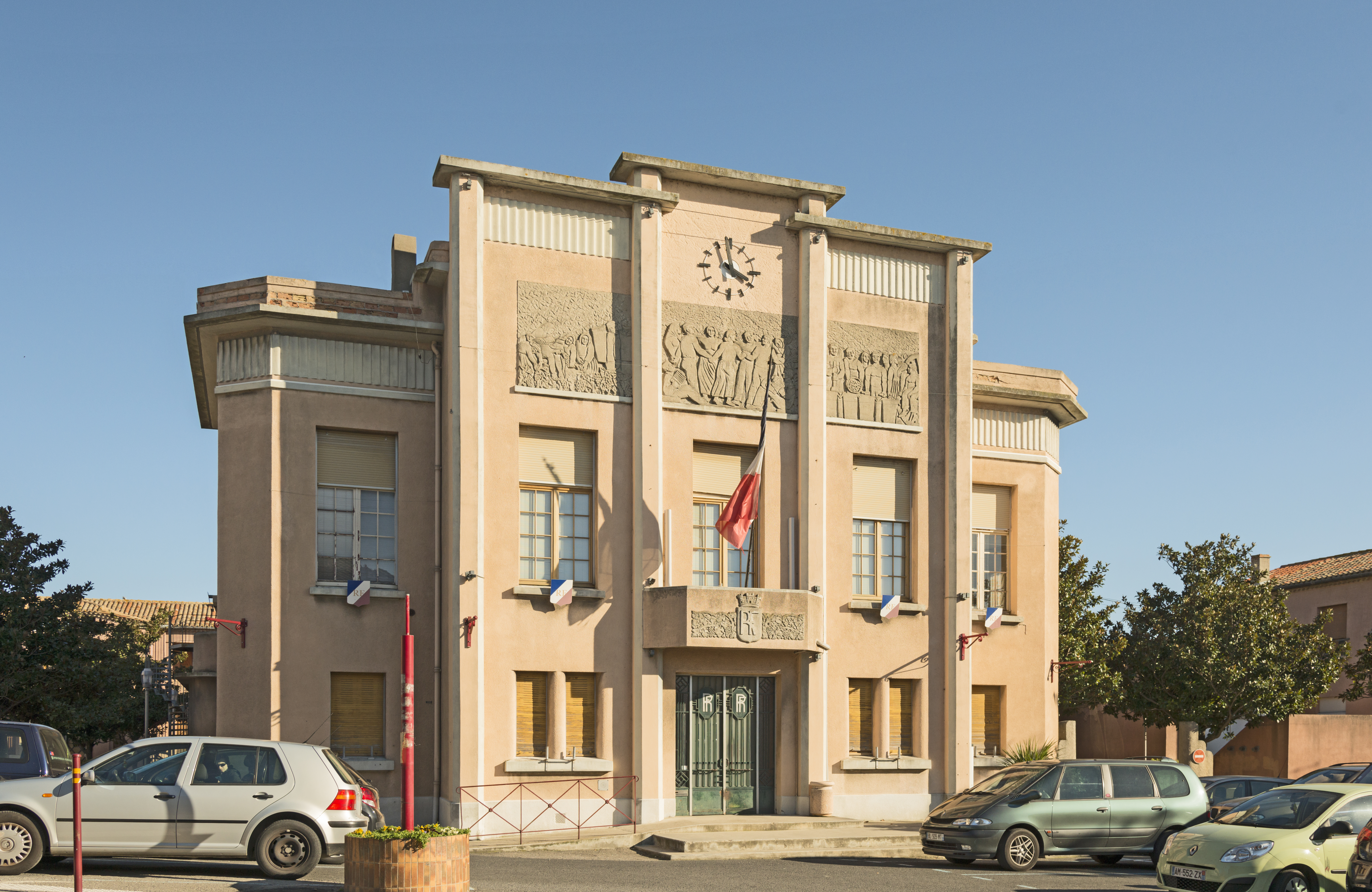
La mairie.

| Période                                  | Période      | Identité        | Étiquette    | Qualité |
| ---------------------------------------- | ------------ | --------------- | ------------ | --- |
| ?                                        | ?            | joseph miquel   | S.F.I.O.     | |
| 1910                                     | ?            | François Joucla | Rad.-soc.    | Propriétaire et minotier Conseiller général de Capendu (1910 → 1923) |
| Les données manquantes sont à compléter. |              |                 |              | |
| mai 1929                                 | mars 1959    | Joseph Miquel   |              | |
| mars 1959                                | janvier 1988 | Jean Sol        | SFIO puis PS | Médecin Décédé en fonction |
| février 1988                             | mars 1989    | Pierre Mauriès  | PS           | Élu lors d'un scrutin municipal partiel |
| mars 1989                                | mars 2014    | Claude Banis    | DVD          | Médecin généraliste Vice-président de Carcassonne Agglo Réélu en 1995, 2001, 2008 et 2009 |
| mars 2014                                | En cours     | Éric Ménassi    | PS           | Ancien chargé des TICE au conseil général Vice-président de Carcassonne Agglo (2014 → ) Président de l'Association des maires de l'Aude Chevalier de la Légion d'honneur (2019) Réélu en 2020 |
| Les données manquantes sont à compléter. |              |                 |              | |

### Tendances politiques et résultats

#### Élections municipales
- Élections municipales de 2020 (1er tour) : 59,97 % pour Éric Ménassi (PS-PCF), 25,70 % pour Christophe Barthès (RN), 14,32 % pour Sébastien Ribéra (DVG), 64,18 % de participation.
- Élections municipales de 2014 (2d tour) : 39,25 % pour Éric Menassi (Union de la gauche, PS-PCF-EELV), 37,37 % pour Sébastien Ribéra (DVG), 23,36 % pour Christophe Barthès (FN), 78,13 % de participation.
- Élections municipales partielles de 2009 (2d tour) : 49,87 % pour Claude Banis (DVD), 43,94 % pour Gisèle Jourda (PS), 6,18 % pour Bernard Vidal (DVG-SE), 84,58 % de participation.
- Élections municipales de 2008 (2d tour) : 50,03 % pour Claude Banis (DVD), 49,97 % pour Gisèle Jourda (PS), 84,39 % de participation.
- Élections municipales de 2001 (1er tour) : 55,13 % pour Claude Banis (DVD), 29,18 % pour André Tort (PS), 15,69 % pour Jacques Graves (DVG).
- Élections municipales de 1995 : données manquantes
- Élections municipales de 1989 : données manquantes
- Élections municipales partielles de 1988 (1er tour) : 60,75 % pour Pierre Mauriès (PS), 32,73 % pour la liste UDF-RPR, 6,52 % pour la liste de groupement des intérêts communaux, 77,37 % de participation.
- Élections municipales de 1983 (1er tour) : 100,00 % pour Jean Sol (PS).

### Jumelages
- Helsa (Allemagne) depuis 1972.

## Population et société

### Démographie
La ville de Trèbes comptait 5 618 habitants au dernier recensement de l'INSEE en 2006 ce qui la place au e rang national et au e  rang départemental. La densité de la commune est de 343 hab./km2. La commune est densément peuplée par rapport à Narbonne (269 hab./km2), Limoux (290 hab./km2) ou Castelnaudary (228 hab./km2). Mais cette densité est largement inférieure à des villes comme Toulouse (3 299 hab./km2), Montpellier (3 965 hab./km2) ou Perpignan (1 544 hab./km2).
La ville de Trèbes fait partie de l'aire urbaine de Carcassonne qui est la plus peuplée du département avec 82 577 habitants couvrant 61 communes avant Narbonne (70 750 hab.), Castelnaudary (19 079 hab.) et Limoux (15 160 hab.).
Trèbes fait aussi partie de la communauté d'agglomération du Carcassonnais. C'est la ville la plus importante en nombre d'habitants après Carcassonne dans la communauté d'agglomération.

L'évolution du nombre d'habitants est connue à travers les recensements de la population effectués dans la commune depuis 1793. Pour les communes de moins de 10 000 habitants, une enquête de recensement portant sur toute la population est réalisée tous les cinq ans, les populations de référence des années intermédiaires étant quant à elles estimées par interpolation ou extrapolation. Pour la commune, le premier recensement exhaustif entrant dans le cadre du nouveau dispositif a été réalisé en 2005.

En 2022, la commune comptait 5 386 habitants, en évolution de −3,92 % par rapport à 2016 (Aude : +2,65 %, France hors Mayotte : +2,11 %).
| 1793  | 1800  | 1806  | 1821  | 1831  | 1836  | 1841  | 1846  | 1851  |
| ----- | ----- | ----- | ----- | ----- | ----- | ----- | ----- | ----- |
| 1 087 | 1 087 | 1 206 | 1 387 | 1 607 | 1 707 | 1 773 | 1 901 | 1 871 |

| 1856  | 1861  | 1866  | 1872  | 1876  | 1881  | 1886  | 1891  | 1896  |
| ----- | ----- | ----- | ----- | ----- | ----- | ----- | ----- | ----- |
| 1 888 | 1 714 | 1 764 | 1 765 | 2 001 | 2 171 | 2 209 | 1 858 | 1 804 |

| 1901  | 1906  | 1911  | 1921  | 1926  | 1931  | 1936  | 1946  | 1954  |
| ----- | ----- | ----- | ----- | ----- | ----- | ----- | ----- | ----- |
| 1 840 | 2 006 | 1 962 | 2 000 | 1 992 | 2 021 | 2 068 | 2 057 | 2 179 |

| 1962  | 1968  | 1975  | 1982  | 1990  | 1999  | 2005  | 2006  | 2010  |
| ----- | ----- | ----- | ----- | ----- | ----- | ----- | ----- | ----- |
| 2 294 | 2 958 | 4 007 | 5 526 | 5 575 | 5 495 | 5 646 | 5 618 | 5 308 |

| 2015  | 2020  | 2022  | - | - | - | - | - | - |
| ----- | ----- | ----- | - | - | - | - | - | - |
| 5 587 | 5 438 | 5 386 | - | - | - | - | - | - |

L'évolution démographique de la ville est régulière et en augmentation depuis le XIXe siècle en passant de 1 087 habitants en 1800 à 5 618 habitants en 2006. Cependant, depuis les années 1980, cette progression stagne. En 1982, le nombre total d'habitants était de 5 526 habitants. Il descend à 5 495 habitants en 1999 pour remonter en 2006 à 5 618.

### Enseignement
Trèbes possède deux écoles maternelles (Les Floralies et l'Aiguille) et deux écoles élémentaires (Les Floralies et l'Aiguille).
La ville possède également un collège public, le collège Gaston-Bonheur, mais ne dispose d'aucun lycée.

### Manifestations culturelles et festivités
- 14 mai : Jour de la Reine V
- 21 juin : Fête de la musique
- 13 juillet : Feu d'artifice
- 1er weekend d'août : Tresbès é Festad'Oc

### Sports
- Badminton Champion de France de badminton en catégorie juniors année 1989/1990

### Cultes
La communauté catholique se réunit à l'église Saint-Étienne (construite à partir du XIIIe siècle) qui dépend de la paroisse Sainte-Trinité-en-Alaric (du diocèse de Carcassonne), regroupant vingt-huit communes. La communauté musulmane dispose de deux associations cultuelles, l'association culturelle islamique de L'Aiguille, rue d'Aquitaine, et l'association islamique de l'avenue Pasteur. Les mosquées principales se trouvent à Carcassonne.

## Économie

### Revenus
En 2018  (données Insee publiées en septembre 2021), la commune compte 2 363 ménages fiscaux, regroupant 5 202 personnes. La médiane du revenu disponible par unité de consommation est de 17 960 € (19 240 € dans le département). 36 % des ménages fiscaux sont imposés ( % dans le département).

### Emploi
| Division       | 2008   | 2013   | 2018   |
| -------------- | ------ | ------ | ------ |
| Commune        | 12,4 % | 15,8 % | 13 %   |
| Département    | 10,2 % | 12,8 % | 12,6 % |
| France entière | 8,3 %  | 10 %   | 10 %   |

En 2018, la population âgée de 15 à 64 ans s'élève à 3 027 personnes, parmi lesquelles on compte 67 % d'actifs (54,1 % ayant un emploi et 13 % de chômeurs) et 33 % d'inactifs,. Depuis 2008, le taux de chômage communal (au sens du recensement) des 15-64 ans est supérieur à celui de la France et du département.
La commune fait partie de la couronne de l'aire d'attraction de Carcassonne, du fait qu'au moins 15 % des actifs travaillent dans le pôle,. Elle compte 1 638 emplois en 2018, contre 1 538 en 2013 et 1 623 en 2008. Le nombre d'actifs ayant un emploi résidant dans la commune est de 1 676, soit un indicateur de concentration d'emploi de 97,8 % et un taux d'activité parmi les 15 ans ou plus de 44,7 %.
Sur ces 1 676 actifs de 15 ans ou plus ayant un emploi, 520 travaillent dans la commune, soit 31 % des habitants. Pour se rendre au travail, 87 % des habitants utilisent un véhicule personnel ou de fonction à quatre roues, 2 % les transports en commun, 8 % s'y rendent en deux-roues, à vélo ou à pied et 3,1 % n'ont pas besoin de transport (travail au domicile).

### Activités hors agriculture

#### Secteurs d'activités
367 établissements sont implantés  à Trèbes au 31 décembre 2019. Le tableau ci-dessous en détaille le nombre par secteur d'activité et compare les ratios avec ceux du département,.
| Secteur d'activité                                                                                        | Commune | Commune | Département |
| Secteur d'activité                                                                                        | Nombre  | %       | %           |
| --- | ------- | ------- | ----------- |
| Ensemble                                                                                                  | 367     | 100 %   | (100 %)     |
| Industrie manufacturière, industries extractives et autres                                                | 25      | 6,8 %   | (8,8 %)     |
| Construction                                                                                              | 83      | 22,6 %  | (14 %)      |
| Commerce de gros et de détail, transports, hébergement et restauration                                    | 107     | 29,2 %  | (32,3 %)    |
| Information et communication                                                                              | 3       | 0,8 %   | (1,6 %)     |
| Activités financières et d'assurance                                                                      | 15      | 4,1 %   | (2,7 %)     |
| Activités immobilières                                                                                    | 13      | 3,5 %   | (5,2 %)     |
| Activités spécialisées, scientifiques et techniques et activités de services administratifs et de soutien | 35      | 9,5 %   | (13,3 %)    |
| Administration publique, enseignement, santé humaine et action sociale                                    | 58      | 15,8 %  | (13,2 %)    |
| Autres activités de services                                                                              | 28      | 7,6 %   | (8,8 %)     |

Le secteur du commerce de gros et de détail, des transports, de l'hébergement et de la restauration est prépondérant sur la commune puisqu'il représente 29,2 % du nombre total d'établissements de la commune (107 sur les 367 entreprises implantées  à Trèbes), contre 32,3 % au niveau départemental.

#### Entreprises
Les cinq entreprises ayant leur siège social sur le territoire communal qui génèrent le plus de chiffre d'affaires en 2020 sont : 
- Scalec, supermarchés (17 125 k€)
- Espe Emballages, fabrication de papier et de carton (2 822 k€)
- Phyt'inter, commerce de gros (commerce interentreprises) de produits chimiques (1 538 k€)
- Holding Mavibe, activités des sociétés holding (225 k€)
- SARL Gecopa Gestion Cial En Papeterie, activités des sièges sociaux (219 k€)

### Viticulture
- Cité-de-carcassonne (IGP)

### Agriculture
La commune est dans la « Région viticole » de l'Aude, une petite région agricole occupant une grande partie centrale du département, également dénommée localement « Corbeilles Minervois et Carcasses-Limouxin ». En 2020, l'orientation technico-économique de l'agriculture  sur la commune est la viticulture.
|               | 1988  | 2000 | 2010 | 2020 |
| ------------- | ----- | ---- | ---- | ---- |
| Exploitations | 97    | 35   | 34   | 29   |
| SAU (ha)      | 1 135 | 1056 | 985  | 770  |

Le nombre d'exploitations agricoles en activité et ayant leur siège dans la commune est passé de 97 lors du recensement agricole de 1988  à 35 en 2000 puis à 34 en 2010 et enfin à 29 en 2020, soit une baisse de 70 % en 32 ans. Le même mouvement est observé à l'échelle du département qui a perdu pendant cette période 60 % de ses exploitations,. La surface agricole utilisée sur la commune a également diminué, passant de 1 135 ha en 1988 à 770 ha en 2020. Parallèlement la surface agricole utilisée moyenne par exploitation a augmenté, passant de 12 à 27 ha.

### Commerces
Trèbes possède de nombreux commerces situés au centre de la ville : boulangerie, opticien, tabac-presse, location de vélos, boucherie-charcuterie, restaurant, publicité adhésive, pharmacie, fleuriste, poissonnerie, cave à vin, etc.

## Culture locale et patrimoine

### Lieux et monuments
- Pont-aqueduc de l'Orbiel : Le pont-aqueduc permettant le franchissement de la rivière Orbiel par le canal des Deux-Mers est classé monument historique le 24 mars 1950. Situé à quelques centaines de mètres au nord de la ville ancienne, il a été édifié à la fin du XVIIe siècle sur des plans de Vauban[54]
- Église Saint-Étienne : 
L'église Saint-Étienne est inscrite aux monuments historiques par un arrêté du 3 septembre 1974[55]. Reconstruite en deux campagnes à la fin du XIIIe siècle et au XIVe siècle, elle est de style architectural gothique languedocien à large nef unique de sept travées, à charpente apparente sur arcs diaphragmes, avec une abside pentagonale voûtée d'ogives, plus étroite et plus basse que la nef. Cinq chapelles également voûtées d'ogives ouvrent sur les cinquième et sixième travées au nord et au sud, et sur la première travée au nord. Un portail amorcé sur la façade occidentale n'a jamais été achevé et l'église ouvre par deux portes situées au nord et au sud de la deuxième travée. Le clocher est construit au sud de la première travée.
Une fausse voûte d'ogives en plâtre édifiée sur la nef en 1860 s'effondre partiellement en 1980. Cet incident permet de découvrir 350 corbeaux peints appartenant à la charpente primitive, qui sont alors dégagés et restaurés. Cet ensemble est exceptionnel dans la région, le décor étant resté complet[56].
- Port de plaisance et écluse de Trèbes sur le canal du Midi.

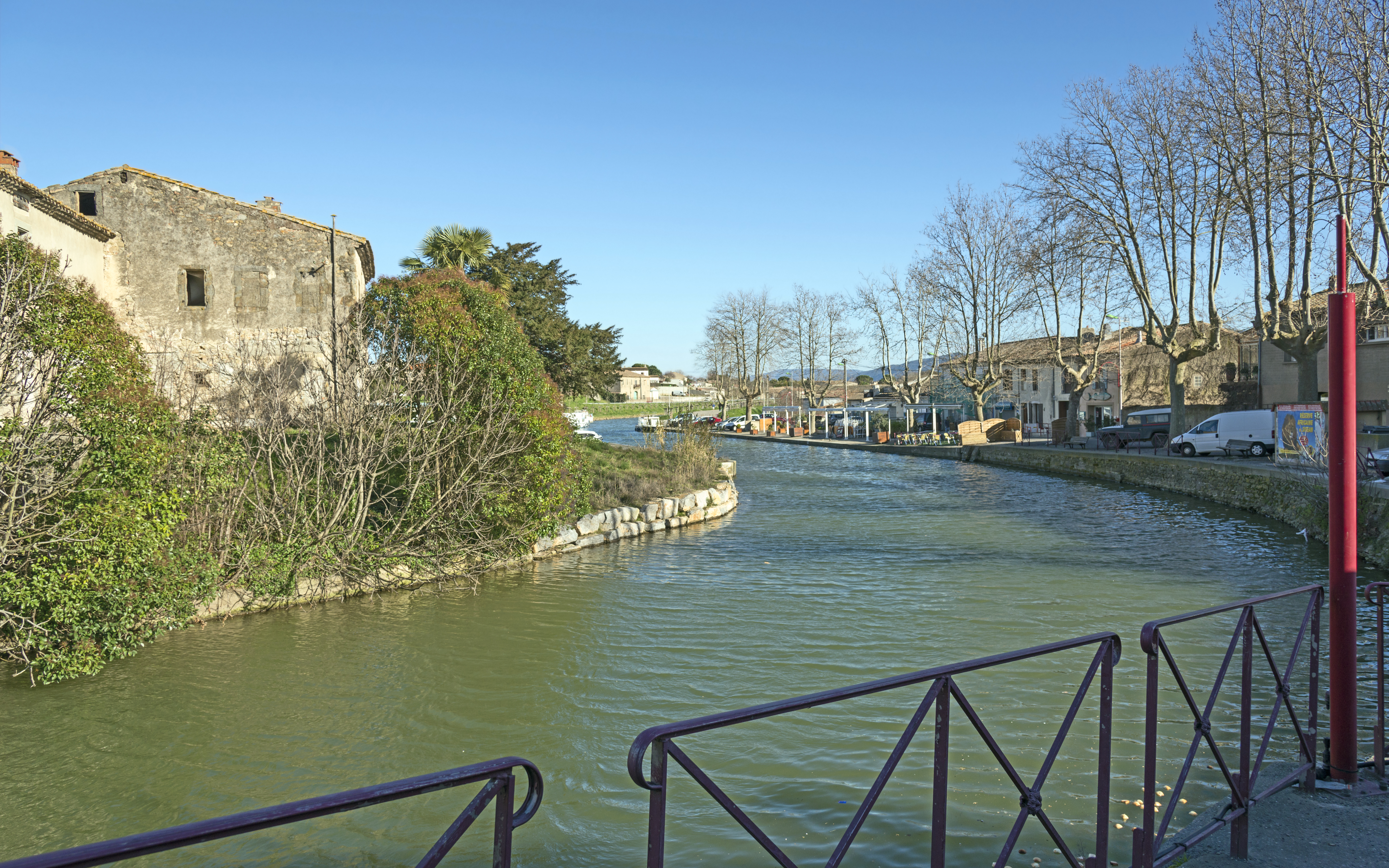
Le canal du Midi à Trèbes.
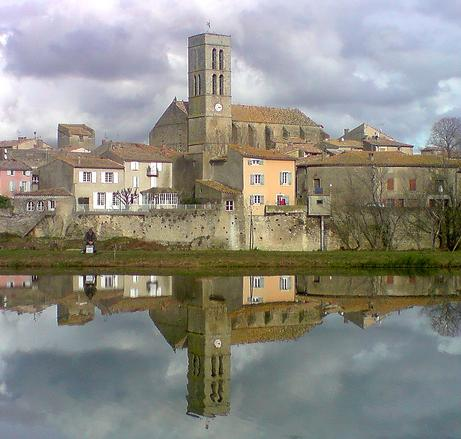
L'église Saint-Étienne vue depuis la rive droite de l'Aude.
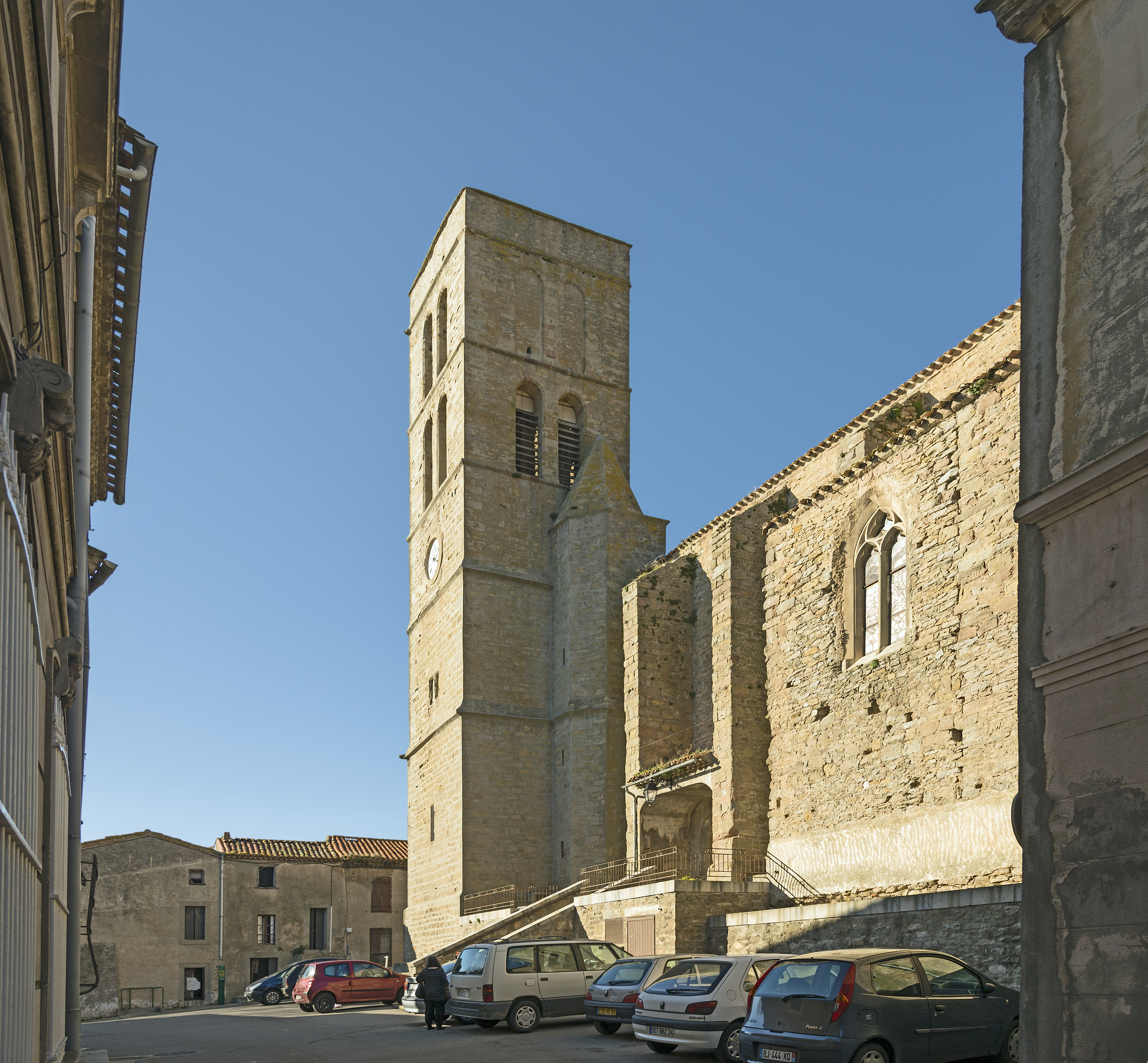
Façade sud et clocher de l'église.

### Personnalités liées à la commune
- Jean Dax (?-1495), seigneur de Trèbes et d'Axat ;
- Antoine III Dax, seigneur de Trèbes, abbé de Saint-Polycarpe, chanoine de la cathédrale Saint-Nazaire de Carcassonne et évêque d'Alet ;
- Famille de Calmès, famille originaire de ce bourg où elle occupa au XVe siècle des charges notariales avant de s'agréger à la noblesse[57], famille subsistante ;
- René Coll (1941-2009) : musicien ayant vécu à Trèbes à partir de 1969 et enterré au cimetière de la commune ;
- Michel Amardeilh (1952-) : sportif et entraîneur du club de natation de la commune ;
- Arnaud Beltrame, né le 18 avril 1973 à Étampes, mort assassiné le 24 mars 2018 à Carcassonne, officier supérieur de gendarmerie français, connu pour s’être volontairement substitué à une otage au cours de l’attaque terroriste du 23 mars 2018 à Trèbes et avoir succombé aux blessures reçues à cette occasion ;
- Michel Espinosa (1993-), footballeur professionnel, grandit à Trèbes.

### Héraldique
| Blason de Trèbes | Blason  | D'argent à trois lettres B majuscules d'azur, au chef d'azur également, chargé de trois fleurs de lys d'or. |
| Blason de Trèbes | Détails | Le statut officiel du blason reste à déterminer.                                                            |